# 国府台スタジアム
国府台スタジアム（こうのだいスタジアム）は、千葉県市川市の市川市スポーツセンターにある野球場。旧国府台球場（こうのだいきゅうじょう）を再整備した上で2025年4月に開場した。

## 概要
後述する改修工事前の2019年までは、両翼91m、中堅122m。夜間照明設備は2010年に老朽化の為、撤去された。1953年から1967年まで、プロ野球・千葉ロッテマリーンズ前身球団の二軍が本拠地と選手寮を置いていた時期があり、イースタン・リーグの公式戦も同球場にて開催されていた。
2019年12月15日から改修工事の開始に伴い、国府台球場は一時閉鎖されている。当初は改修完了を2022年予定としており、その2022年の供用開始以降は55年ぶりに同球場でのイースタン・リーグ公式戦開催も予定されていた。しかし、2022年（令和4年）の市川市当初予算案によると、解体工事が完了したのは2021年10月であり、更には新型コロナウイルス対策や、球場敷地内の国庁関連の埋蔵文化財保護・発掘調査のために新たな球場設計が必要とされた。発掘調査完了後に球場建設が再開される見込みで、完成は2025年4月に延期された。同月の開業にあわせ、名称は従来の「国府台球場」から「国府台スタジアム」に変更された。
工事前の2019年までは、全国高等学校野球選手権千葉大会の会場の1つとして使用されていた。2020年以降は、浦安市運動公園野球場にその役目を譲り、2025年の再開後は春季・秋季県大会予選のみ使用。

## 沿革
- 1950年 - 国府台球場を開設
- 1953年 - 毎日オリオンズ（現：千葉ロッテマリーンズ）の二軍が本拠地として使用。近隣に合宿所を開設。
- 1954年 - 6月10日にプロ野球パシフィック・リーグ公式戦、毎日オリオンズ対近鉄パールス（後の大阪近鉄バファローズ）戦を開催。市川市教育会館建設資金事業として、当時の毎日オリオンズの親会社だった毎日新聞社と市川市教育会館建設委員会の主催、市川市教育委員会の共催で開催された。
- 1981年 - 9月23日にイースタン・リーグ公式戦、読売ジャイアンツ対ロッテオリオンズ戦を開催。2024年までの時点では最後に行われた当球場でのプロ野球公式戦である。
- 2019年 - 球場を一時閉鎖。解体工事を開始
- 2020年 - 新型コロナウイルス感染症に伴い、予算を変更
- 2021年 - 解体工事完了
- 2025年
  - 3月21日 - 施設名を国府台スタジアムに改称[2]。
  - 4月1日 - 新球場を開場した[2][10]。

## 近隣施設
- 国立国際医療研究センター
- 千葉商科大学
- 和洋女子大学